# TikTok tics
El denominat "TikTok Tics" és un trastorn de la mobilitat funcional que afecta, majoritàriament, noies d’entre 14 i 16 anys i que provoca l'aparició sobtada de moviments involuntaris o repetitius que poden semblar tics però no ho són, ja que no es basen en cap malaltia o causa orgànica aparent.
El TikTok Tics es produeix degut a la visualització repetida de contingut (normalment a TikTok, d’aquí el nom) en què hi apareixen persones amb tics reals. Ana Camacho, presidenta de La Societat Espanyola de Neurologia Pediàtrica (SENEP), explica: “La visualització de qualsevol contingut pot conduir a conductes imitatives. A vegades de forma inconscient i per un cert desig de pertinença a grups”. Per tant, el TikTok Tics pot ésser considerat un trastorn d'imitació en què les causes associades són normalment psicològiques o psiquiàtriques.
Tot i la similaritat dels símptomes, no s’ha de confondre amb el síndrome de Tourette, un trastorn genètic del sistema nerviós que es dona en edats primerenques i es va desenvolupant amb el temps (intensificant o disminuint els tics), afectant principalment al gènere masculí. Cal distingir, doncs, les persones que realment pateixen la malaltia i les que simplement la imiten, ja sigui conscient o inconscientment.
Alguns investigadors classifiquen el Tik Tok Tic de malaltia sociogènica massiva, ja que involucra comportaments, emocions o condicions que es propaguen de forma espontània a través d’un grup.
Tal com diu el doctor Darío Ortigoza (cap de la Unitat de Trastorns del Moviment a l'Hospital Sant Joan de Déu a Barcelona, Espanya): “hem de tenir present que moltes vegades la imitació no es fa de forma expressa. Sovint l'adolescent ni tan sols és conscient que està fent aquests moviments. S’ha de tenir en compte que aquest trastorn es dona en adolescents que passen moltes hores davant les pantalles i poden imitar els tics que veuen per guanyar acceptació social.”. 
Tanmateix, per a altres es tracta de la repetició involuntària dels moviments observats en una altra persona (imitació), com passa, per exemple, quan una persona badalla.
Degut a l'elevat nombre de persones afectades pel Tik Tok Tic abans i durant la pandèmia de la Covid-19, diverses revistes científiques i diaris de renom van iniciar un moviment de conscienciació en què alertaven dels perills d’aquest nou trastorn i dels seus efectes. Tot i no ser tan greu com el síndrome de la Tourette, el Tik Tok Tic pot derivar en certs casos en la permanència dels tics, en una Tourette lleu o fins i tot en convulsions epilèptiques. De fet, moltes de les seguidores d’aquesta mena de continguts pateixen trastorns de neurodesenvolupament en un grau molt lleu i sense diagnosticar, cosa que les predisposa a patir certes patologies. Per tant, el que comença com una imitació innocent acaba per fixar-se en la seva conducta.
L'impacte d'aquest fenomen ha estat tan gran que el hashtag #tourettes a la plataforma de Tik Tok va passar de 1.250 milions de visualitzacions (gener 2021) a 4.800 milions en menys de nou mesos. Actualment, el hashtag reuneix aproximadament 9.800 milions de visites.

## Història

### Inicis i detecció
El Tik Tok Tic va començar a detectar-se quan diversos adolescents d’arreu del món van acudir als centres mèdics assegurant que havien començat a experimentar moviments espasmòdics físics i verbals ("tics") de manera sobtada. No va ser fins a inicis de la pandèmia (2020), però, que el nombre de casos va augmentar de forma exponencial. La preocupació tant de pares com d’especialistes va créixer quan es va publicar un article a The Wall Street Journal informant sobre la situació.
Tot i així, vàries investigacions prèvies havien emfatitzat ja l’aparició d’un nou síndrome infantil lligat a l’ús de les xarxes socials (als vídeos de TikTok en concret) i que presentava similituds amb el síndrome de Tourette.
Al juny de 2021, una investigació de la Clínica Pediàtrica dels Trastorns de Moviment de l’Hospital Infantil de Houston (Texas, Estats Units) descrivia els casos de 6 noies adolescents que havien desenvolupat una sèrie de símptomes similars als tics. El diagnòstic final de l'estudi afirmava que es tractava d'un Trastorn de Tic Funcional (TTF). A més, en veure que totes elles havien consumit cprèviament contingut relacionat amb el síndrome de Tourette a través diverses plataformes, es va arribar a la conclusió que les xarxes socials poden contribuir a la propagació del trastorn de mobilitat funcional d’una manera que abans requeria proximitat física.
A l’agost de 2021, la psiquiatra Kirsten Müller-Vahl, de l’Escola de Medicina de Hannover (Alemanya), va publicar un estudi a la revista acadèmica Oxford University Press afirmant haver identificat “el primer brot d’un nou tipus de malaltia sociogènica massiva”, que va denominar “malaltia induïda per les xarxes socials massives (mass social-media induced illness)”.

### Estudi dut a terme per K. R. Müller-Vahl

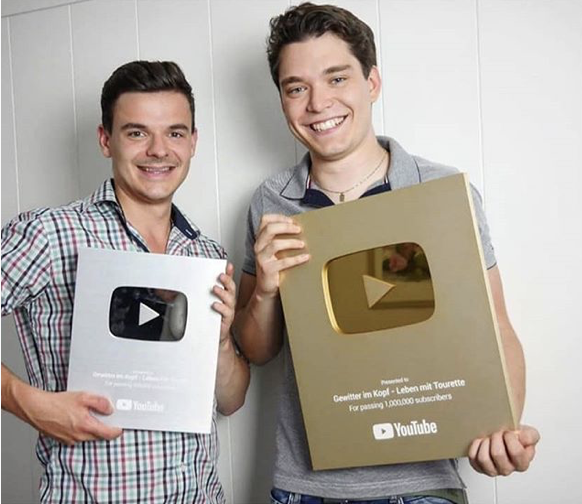
Fotografia dels youtubers alemanys Jan Zimmermann (esquerra) i Tim Lehmann (dreta)

En el seu article, Müller-Vahl explica com va començar la seva investigació. La psiquiatra va detectar un augment significatiu en el nombre de pacients amb símptomes inexplicables que eren reenviats al departament especialitzat en el síndrome de Tourette de l'Hospital en què treballa. Aquesta nova onada de pacients, que no havien estat prèviament diagnosticats amb cap trastorn genètic del sistema nerviós, comptava amb tot un seguit de “tics” similars als del propi síndrome de Tourette.
Després d'analitzar una sèrie de casos particulars, Müller-Vahl va determinar que els afectats havien desenvolupat un trastorn de mobilitat funcional com a conseqüència d’haver vist contingut sobre el síndrome de Tourette a Youtube. Tot i així, alguns pacients sí que van acabar desenvolupant un lleu síndrome de la Tourette.
Les característiques clíniques que la van permetre arribar a aquesta conclusió foren les següents:
- Molts pacients presentaven "tics" gairebé idèntics als moviments i sons que fa en Jan Zimmermann[7] (Youtuber que pateix Tourette). Els pacients cridaven paraules en alemany com, per exemple: Pommes (català: patates) o Bombe (català: bomba). Així mateix, repetien comportaments complexos entre els quals trobem llençar bolígrafs o plats.
- Alguns pacients van donar-li un nom als símptomes que els provocava la seva suposada Tourette (tal com fa en Zimmermann).
- Molts pacients pronunciaven les paraules i les frases amb una entonació que diferia de la seva habitual, tret que permetia als familiars distingir una conversa normal dels suposats tics vocals.
- Els pacients sovint asseguraven no poder completar un seguit de tasques desagradables per culpa dels símptomes, lliurant-se així de les obligacions familiars i escolars. En el moment de fer activitats que els agradaven, en canvi, els símptomes semblaven desaparèixer màgicament.
- En alguns pacients, els símptomes van desaparèixer completament i de forma ràpida després d’haver descartat el diagnòstic del síndrome de la Tourette.

Müller-Vahl explica que, al tractar-se d’una malaltia que, en contrast a tots els episodis anteriors de malalties sociogèniques de massa (MSM), s’ha estès únicament a través de les xarxes socials, és impossible detectar-ne l’origen.

### Diagnosi: TikTok Tics
Després de nombrosos estudis arreu del món es va arribar a la conclusió gairebé unànime de que els símptomes havien estat provocats pel contingut que veien els afectats a través de xarxes socials com Tik Tok sobre persones amb el síndrome de Tourette.
Des d’ençà, s'ha detectat un nombre elevat de casos similars (TikTok Tics) a diversos hospitals pediàtrics de diferents països. Tal com assegura el doctor Ortigoza a la La vanguardia: “A Espanya veiem el mateix que en altres països: és un fenomen mundial”.
El TikTok Tics ha acabat afectant també les persones que ja patien síndrome de Tourette. Un estudi del Centre Mèdic de la Universitat Rush liderat per la neuròloga Caroline Olvera, recollit a l’article “TikTok Tics: una pandèmia dins d’una pandèmia”, va analitzar 3000 vídeos de TikTok i va descobrir que 19 dels 28 influencers amb Tourette més seguits a la xarxa van assegurar haver desenvolupat nous tics després d’haver vist vídeos d'altres creadors.

## Símptomes
Els símptomes (repetició de moviments o sons) més freqüents en els casos de TikTok Tic són: parpalleigs continus, espasmes, arrugar el nas, moviments de boca, tocar o olorar objectes, fer sorolls involuntaris i dir paraules o insults de manera espontània.

### TikTok Tics o Síndrome de Tourette?
Per comprendre millor la diferència entre el TikTok Tics (trastorn de la mobilitat funcional) i el síndrome de la Tourette (trastorn genètic), cal saber diferenciar els comportaments similars a un tic dels tics reals. Per a això, és necessari conèixer en profunditat les característiques dels símptomes que provoquen cadascun.
| TikTok Tics | Síndrome de Tourette |
| --- | --- |
| Inici (o empitjorament marcat) en l'adolescència. | Inici en la infància |
| Preponderant en dones. | Preponderant en homes |
| No hi ha antecedents individuals o familiars de trastorns de tics, TOC o TDAH. | Trastorn genètic (s'hereda per mitjà d'antecedents familiars).                                                              |
| Absència de sensació premonitòria. | Sensació premonitòria. |
| Moviments complexos de gran amplitud que es donen al tronc o a les extremitats. Així com: tics vocals complexos, copropraxia (gestos obscens), coprolalia extensa (incloure diverses paraules creant una frase), tics d'autolesions i tics d’agressió a familiars.      | Moviments més aviat simples que afecten sobretot els ulls, la cara i el cap. Per exemple: parpallejar o aclarir-se la gola. |
| Moviments/vocalitzacions més severs o exagerats. | Moviments/vocalitzacions més suaus o discrets.                                                                              |
| Símptomes poden replicar tics observats en altres persones. | Cada persona té una sèrie de tics.                                                                                          |
| Freqüència dels moviments/vocalitzacions alta | Freqüència dels tics més baixa.                                                                                             |
| Mitjana de símptomes superior als 10 tipus de moviments o vocalitzacions diferents per dia. | Mitjana de tics diferents oscil·la entre 2 i 3 per dia.                                                                     |
| No hi ha un augment o disminució respecte a la gravetat dels símptomes. | Els símptomes van evolucionant i la seva gravetat pot anar augmentant o disminuint.                                         |
| "Atacs de tic": episodis de moviments o sons més exacerbats que poden durar des d’un parell de minuts fins a hores, amb un inici i final brusc. Els moviments o sons durant aquests atacs semblen ser més severs, similars fins i tot a les convulsions o pseudocrisis. | No s'experimenten "atacs de tic".                                                                                           |
| Els comportaments interrompen dràsticament les accions o comunicacions previstes per la persona. | Els tics no interrompen de forma mínima les accions o comunicacions previstes per la persona.                               |
| Empitjorament dels símptomes en presència d'altres persones i millora o desaparició del trastorn quan el pacient està sol o realitzant una activitat plaent. | Els tics no depenen de si el pacient està sent observat o no, o de les activitats que estigui duent a terme.                |

## Tractament
Actualment, encara no hi ha un tractament consolidat pel TikTok Tics. Tot i que, a vegades, els símptomes poden tardar en millorar, els experts consideren que el pronòstic és favorable.
El tractament exacte varia en funció de cada pacient. Tanmateix, com a normal general, no es recomana l’ús de medicaments alhora de tractar el trastorn. De fet, rebre un diagnòstic correcte és fonamental per evitar intervencions mèdiques inapropiades.
Per a la major part de les persones, la psicoeducació i l'enfocament multidisciplinari del tractament (que involucri múltiples serveis de salut: neurològics, psicològics, psiquiàtrics…) porta a una recuperació completa.
En ocasions, els metges poden receptar als pacients medicaments per ajudar a tractar altres afeccions que coexisteixen sovint amb el TTF, com ara l'ansietat, la depressió o els mals de cap. S’ha demostrat que certs medicaments antidepressius ajuden amb els símptomes funcionals no motors, fins i tot en pacients que no tenen depressió diagnosticada. No obstant, els millors resultats respecte als tractaments enfocats a altres símptomes funcionals venen donats per la teràpia cognitivoconductual (TCC).
Des de l'Hospital de Sant Joan de Déu recomanen adoptar les següents mesures com a tractament:
- Minimitzar l’atenció (negativa o positiva) envers els moviments o sons de TikTok Tics que fa el pacient.
- Evitar la connexió a xarxes socials.
- No seguir tractaments farmacològics aplicats a les persones amb Síndrome de Tourette.
- En cas que els símptomes persisteixen en el temps o generin una gran interferència, visitar un centre de Salut Mental per a dur a terme una valoració global on es realitzi una anàlisi funcional dels símptomes, explorant així els possibles trastorns emocionals subjacents (ansietat i/o depressió).
- Dur a terme teràpies psicològiques si és necessari.
- Evitar les teràpies conductuals aplicades a l’entrenament i domini o maneig dels tics.

## Relació amb la pandèmia de la Covid-19
El nombre de casos de TikTok Tics va créixer de forma exponencial durant la pandèmia de la Covid-19. Certs experts consideren que es deu al fet que l'estrès, l’ansietat o fins i tot la depressió són factors clau en el desenvolupament del Tik Tok Tic. 
“Sempre havíem vist casos de trastorns del moviment funcional, però mai així i en tanta quantitat. En els pacients es donaven tremolors i altres tipus de moviments, però abans de TikTok ningú imitava els tics. Des del confinament, d’alguna manera això va començar a convertir-se en quelcom molt més freqüent i, finalment, va canviar de forma.”
-Dr. Ortigoza 
S'ha establert una relació directa entre les conseqüències psicològiques que va provocar la pandèmia i el desenvolupament d’aquest trastorn. Una xifra considerable de pacients afirma haver patit estrès o ansietat degut al confinament i les restriccions de la Covid-19. 
“No és que ela pandèmia hagi accelerat la incidència dels tics, és que han augmentat els factors de risc: hi ha major estrès i pressió, que són risc de malalties mentals, com els tics en aquest cas.”
-Dra. Astrid Morer 
De fet, ens els darrers anys, s'ha evidenciat un augment dels problemes de salut mental en general. Això es deu, principalment, al fet que la pandèmia va suposar un major aïllament social i, entre d'altres, un ús elevat de les xarxes socials. 
"Al llarg de la meva carrera, no he vist mai un tal increment de l’angoixa en les persones joves i adolescents, és aterridor."
-Tamara Pringsheim 
Donald Gilbert, neuròleg del Cincinnati Children's Hospital Medical Center especialitzat en trastorns del moviment i en el síndrome de la Tourette, confirma que sovint els tics es manifesten a mode d’imitació o de repetició continuada de determinats moviments bastant freqüents a TikTok. Gilbert apunta que alguns pacients han arribat a patir convulsions no epilèptiques que, sense el tractament adequat, podrien arribar a derivar en epilèpsia.